# マイルストーン

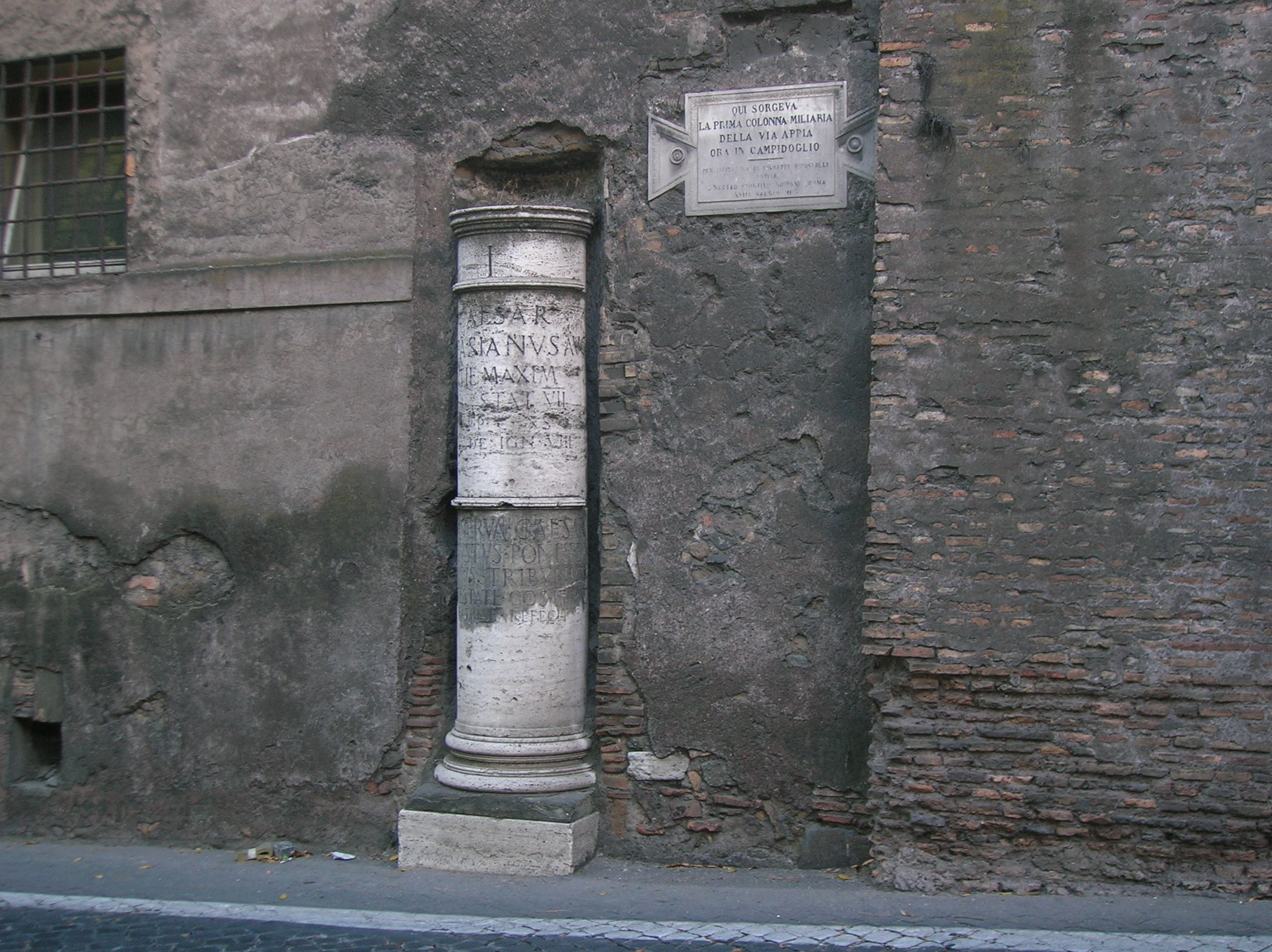
マイルストーン

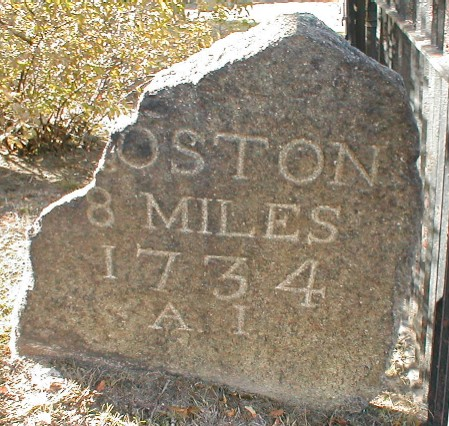
Boston Post Road

マイルストーン（Milestone）は、鉄道や道路等の起点よりの距離をマイルで表した距離標識。マイルマーカー（Milemarker）、マイルポスト（Milepost）ともいう。

## 概要
ローマ帝国が前120年頃の道路関連法「センプローニウス法」に基き、主要な街道に1ローマ・マイル（1000歩）ごとに設置したのが始まりとされ、アッピア街道にはそれが現在でも残っている。
アメリカ合衆国においてはマイルを標準的に使用していることから、キロポストと同様に置かれるが、ヨーロッパにおいては、キロメートルを標準とする国々が多いことからキロポストの事をそう呼ぶ場合が多い。
また、あるプロジェクトや世界的なイベントなどが完成・成功した場合に比喩的に言葉として使用する場合がある。また、モニュメントとして残す場合もある。
日本には同様のものとして一里塚があり、旧街道で一里（約4 km）ごとに見ることができる。